# Jean Henry (Bibliothekar)

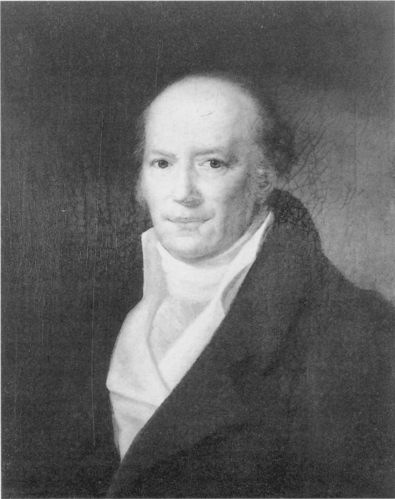
Jean Henry, Gemälde seine Ehefrau Susanne Henry

Jean Henry (* 27. Oktober 1761 in Berlin; † 3. Oktober 1831 ebenda) war ein deutscher Pfarrer, Bibliothekar und Direktor der Kunstkammer des preußischen Königs.

## Leben und Leistungen
Jean Henry war der Sohn des Juweliers Pierre Henry (1730–1775) und seiner Frau Jeanne Marie, geb. Cabanis (1738–1805). Die Familie war hugenottischen Ursprungs. Nach dem Theologiestudium war er als französisch-reformierter Pastor ab 1787 in Brandenburg, in Potsdam und schließlich ab 1820 an der Dorotheenstädtischen Kirche in Berlin tätig. Seine Tätigkeit als Pastor gab Henry auch nicht auf, als er am 2. Dezember 1794 zum Bibliothekar und Heiligabend 1794 zusätzlich zum Direktor der vier Sammlungen des Königs – Kunstkammer, Antikensammlung, Münzkabinett und Naturalienkabinett – ernannt wurde. Henry war der letzte Leiter in Personalunion aller vier Abteilungen. Er ließ die verwahrlosten Räume der Sammlung renovieren und führte die an mehreren Standorten verteilten Sammlungsbestände, insbesondere aus Ansbach, dem Antikentempel in Potsdam sowie dem Stadtschloss Berlin, 1798 im Berliner Schloss wieder unter einem Dach zusammen. Henry vermehrte die Sammlungen durch Ankauf großer Sammlungen und ordnete sämtliche Bestände, so dass er 1818 ein Gesamtverzeichnis in 21 Foliobänden vorlegen konnte. Die geplante Erweiterung der Kunstkammer hin zu einem Universalmuseum – im Zuge der Französischen Revolution setzte sich auch in Preußen die Idee durch, dass solche Sammlungen Allgemeingut waren – wurde durch die Plünderung der Kunstkammer durch Baron Dominique-Vivant Denon, den Direktor des Musée Napoléon, im Rahmen der napoleonischen Kriege verhindert. Teile der Sammlung, wie die Münzsammlung und die Mineraliensammlung konnten dem Zugriff der Franzosen entzogen werden. Schuld daran trug nicht zuletzt Henry, der die Aufforderung zur Evakuierung der Sammlung nicht ernst genug nahm und zunächst mit Hilfe seines numismatischen Assistenten Domenico Sestini viel zu langsam packte. Auch als nachdem August Heinrich von Borgstede, Henrys direkter Vorgesetzter, den Ernst der Lage klar machte und zur Eile ermahnte, konnte nicht mehr alles verpackt und in Sicherheit geschafft werden. Die 1809 von Wilhelm von Humboldt geforderte Entlassung Henrys beschied der König abschlägig. Zwar legte Henry 1805 ein Konzept zur Neuordnung der Sammlungen in einem modernen Universalmuseum vor, verhinderte jedoch dass zumindest an wenigen Tagen Künstler und Gelehrte einen kostenlosen Zutritt zu den Sammlungen bekamen. Da seine Stelle nicht dotiert war, machten die ihm zufließenden Eintrittsgelder einen beträchtlichen Teil seines Einkommens aus.
1814, nach dem Ende der napoleonischen Kriege, reiste Henry nach Paris und konnte nach zähen Verhandlungen einen großen Teil der Kriegsbeute nach Berlin zurückbringen. Um die Rücksendung der nach Memel ausgelagerten weiteren Bestände ersuchte Henry erst im Dezember 1815 über Friedrich von Schuckmann bei seinem Gönner Karl August von Hardenberg. Am 14. Februar 1816 nahm er sie wieder in Berlin in Empfang. Im selben Jahr ließ Henry sich von den Aufgaben des Bibliothekars entbinden und war in der Folge nur noch für den Museums-Bereich zuständig, die er seitdem als Direktor der Kunstkammer und Altertumssammlung leitete. Die Idee eines Universalmuseums wurde in der Folgezeit aufgegeben, stattdessen wurden Teile aus der Sammlung herausgelöst und in separaten Spartenmuseen an unterschiedlichen Orten in Berlin zugänglich gemacht. So kam die Waffensammlung an das Zeughaus, das Ägyptische Museum wurde gegründet (1828) und die Münzsammlung ging an das Königliche Museum. 1830 legte Henry sein Amt als Königlicher Bibliothekar im Zuge der endgültigen Verstaatlichung der königlichen Sammlungen und der Eröffnung des Alten Museum am Lustgarten nieder, war aber weiterhin als Pfarrer tätig. Die Eröffnung des Alten Museums war seine letzte Amtshandlung nach 36 Jahren in der Funktion.
Verheiratet war Henry mit der Malerin Susanne Henry. Das Paar hatte drei Kinder.

## Schriften (Auswahl)
- Allgemeines Verzeichniss des Königlichen Kunst-, Naturhistorischen- und Antiken-Museums. Berlin 1805.
- Considerations sur les rapports entre l'église et l'état et sur la meilleure forme de gouvernement ecclésiastique: suivies d'un sermon pour l'ouverture du Synode provincial, prononcée a Berlin le 17. août 1819.  Duncker & Humblot, Berlin u. a. 1820.
- Sur l'étroite liaison du culte, de la foi et de la morale: sermon d'installation prononcé le 21. janvier 1821 dans le temple de la Dorothéestadt; publié à l'occasion de la fête du refuge. Starcke, Berlin 1821.
- Für meine Kinder. Geschichtliche Nachrichten über mein Leben und meine Familie. Jugenderinnerungen, übersetzt und bearbeitet von Ellen du Bois-Reymond. In: Der Deutsche Hugenott 11, 1939, S. 45–57.
- Journal d'un voyage à Paris en 1814. Édition présentée, annotée et établie par Bénédicte Savoy. Gallimard, Paris 2001, ISBN 2-07-076372-2.